# Gayle J. Fritz
Gayle J. Fritz (Dallas, 1949) es una paleoetnobotánica, profesora emérita en el departamento de antropología de la Universidad Washington en San Luis y es una experta mundial en cultivos antiguos.
Su foco de trabajo en cultivos, fueron: maíz, chenopodio, y amaranto, enfatizando la importancia de la datación por radiocarbono al establecer los modelos de la agricultura preincaica ("¿Fueron los Primeros Labradores los Originarios americanos?"). También propone una diversidad de vías que van desde la caza-recolección, hasta la agricultura, altamente dependiente de las variaciones regionales y las complejidades de las culturas locales, y explora el papel de las mujeres en las primeras sociedades, desafiando a menudo un modelo de "Gran Jefe" de dominación jerárquica.

## Obra

### Algunas publicaciones
- R.A. Beck, Gayle J. Fritz, H. Lapham, C. B. Rodning, D. G. Moore. 2016. The Politics of Provisioning: Food and Gender at Fort San Juan de Juora, 1566-1568. American Antiquity 81(1):3-26.
- Ethnobotany and Early Frontier Food. 2016. In Fort San Juan and the Limits of Empire: Colonialism and Household Practice at the Berry Site, editó Robin A. Beck, David G. Moore, Christopher B. Rodning. University Press of Florida, Gainesville.
- Cagnato, C., Gayle J. Fritz, S. L. Dawdy. 2015. Strolling through Madame Mandeville’s Garden: The Real and Imagined Landscape of Eighteenth Century New Orleans, Louisiana. J. of Ethnobiology 35 (2): 235-261.
- Lopinot, Neal H., Timothy Schilling, Gayle J. Fritz, John E. Kelly. 2015. Implications of Plant Remains from the East Face of Monks Mound. Midcontinental J. of Archaeology 40 (3): 209- 230
- Browman, D. L., Fritz, G. J., Watson, P. J. 2005. "Origins of Food-Producing Economies in the Americas." In The Human Past, editó Christopher Scarre, p. 306–349. Thames and Hudson, Londres.
- Fritz, Gayle J. 2005. "Paleoethnobotanical Methods and Applications."  In Handbook of Archaeological Methods, editó Herbert D.G. Maschner, Christopher Chippindale p. 771–832. Altamira Press, Walnut Creek, California.
- Fritz, G. J. Lopinot, N. H. "Native Crops at Early Cahokia: Comparing Domestic and Ceremonial Contexts". Illinois Archaeology 14